# Gloria Castillo
Gloria Castillo (3 de marzo de 1933 -24 de octubre de 1978) fue una actriz de cine y televisión estadounidense nacida en Nuevo México.

## Primeros años
Castillo nació en Belen, Nuevo México. Fue hija del Señor y de la Señora R.C. Castillo. Se graduó en el Instituto de Belen .

## Vida personal
Castillo se casó con Ellis Kadison. Su hermano es el actor Leo Castillo. Uno de sus hijos es el cantante y compositor Joshua Kadison.

## Muerte
Castillo murió el 24 de octubre de 1978 con 45 años a causa de un extraño tipo de cáncer. 

## Películas
- The Night of the Hunter (1955) - Ruby
- The Vanishing American (1955) - Yashi
- Runaway Daughters (1956) - Angela Forrest
- Invasion of the Saucer Men (1957) - Joan Hayden
- Reform School Girl (1957) - Donna Price
- Teenage Monster (1958) - Kathy North
- The Light in the Forest (1958) - Regina
- You've Got to Be Smart (1967) - Connie Jackson